# AVL (entreprise)
Pour les articles homonymes, voir AVL.
AVL (Anstalt für Verbrennungskraftmaschinen List) est une entreprise, basée en Autriche, consultant dans le secteur automobile. C’est la plus grande entreprise privée dédiée au développement des systèmes groupe motopropulseur avec moteur à combustion interne ainsi qu’à l’instrumentation et les systèmes de test. Elle produit également des groupes motopropulseurs électriques.
AVL est divisée en trois secteurs d'activité :
- Powertrain Engineering (PTE) : développement de groupes motopropulseurs comprenant des moteurs à combustion, des systèmes hybrides, des transmissions, des batteries, des systèmes électriques et électroniques.
- Instrumentation and Test Systems (ITS) : développement de bancs d'essai et de techniques de mesure pour moteurs, véhicules et composants.
- Advanced Simulation Technology (AST) : développement de logiciels de simulation pour le développement de moteurs et de véhicules.

## Historique
AVL List est classé meilleur employeur d’Autriche par l’étude Randstad en 2018 et 2023,,,.

## Département ITS

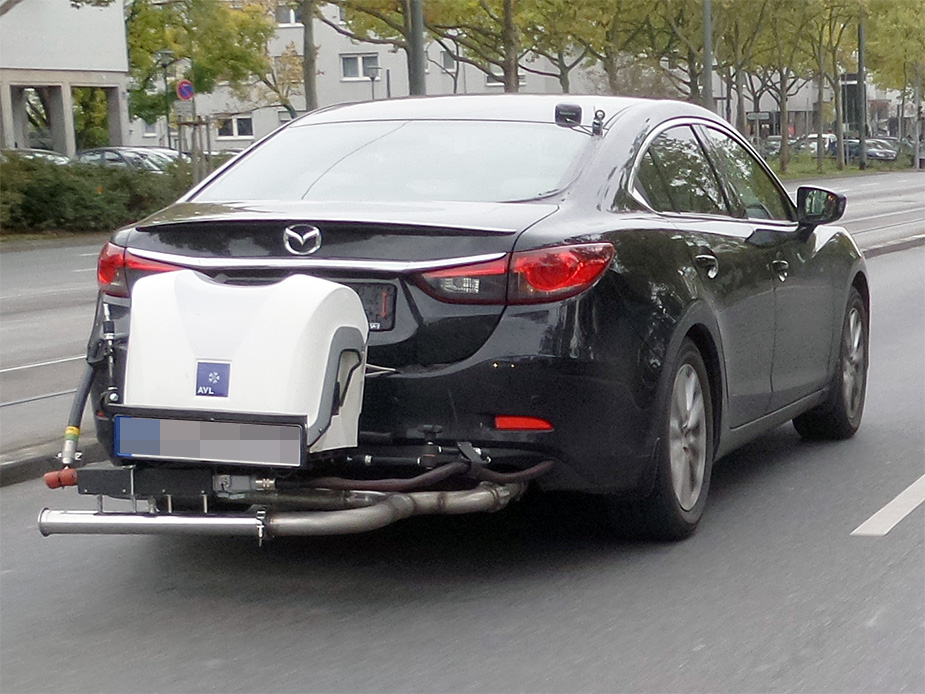
Mesure des émissions.

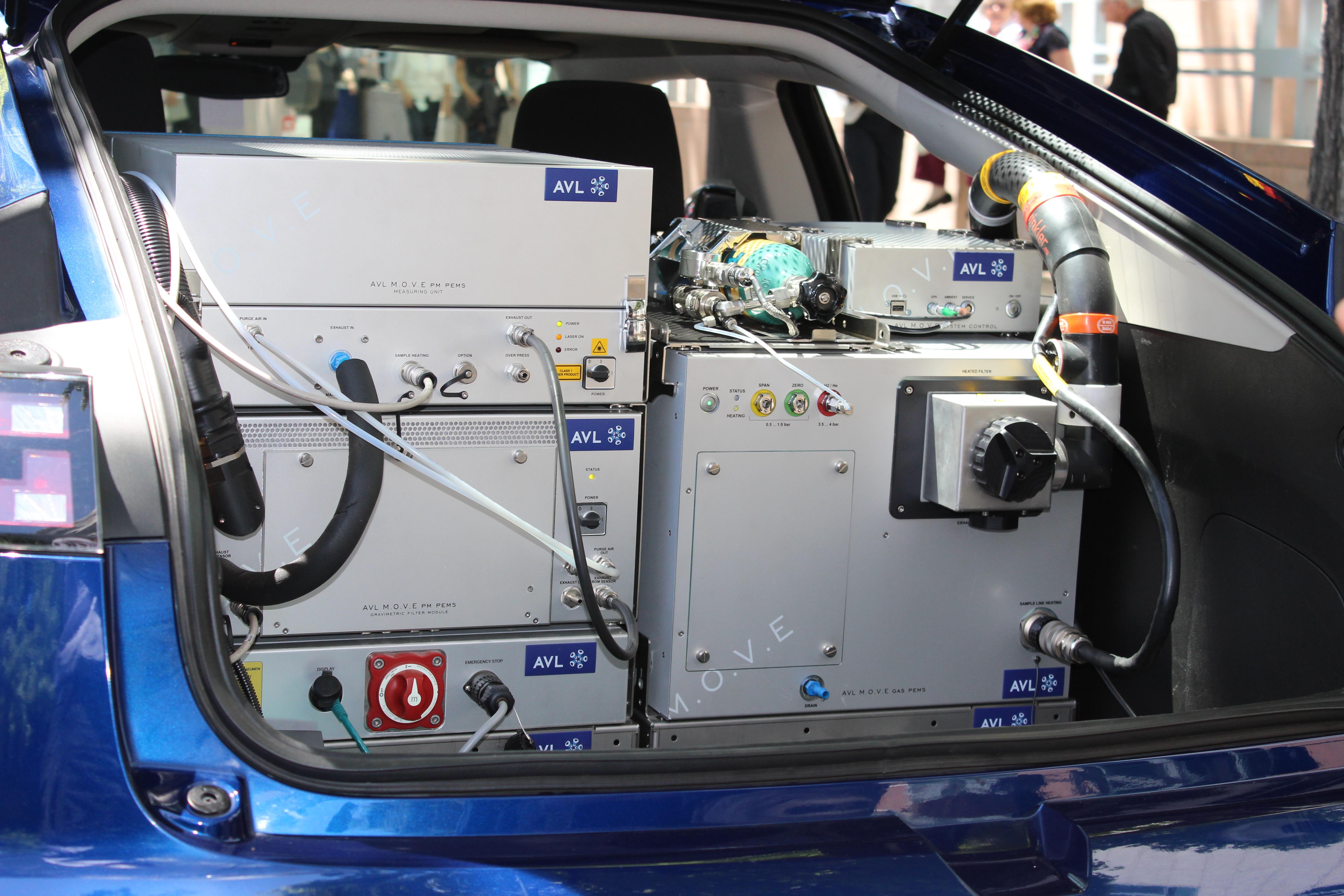
Appareils de mesure.

## Logiciels du département AST
Thermodynamique des moteurs et analyse des flux internes
- FIRE
- FIRE M
- BOOST
- HYDSIM
- FAME

Dynamique structurelle du moteur
- EXCITE PowerUnit
- EXCITE Piston&Ring
- EXCITE Timing Drive

Simulation acoustique du moteur
- EXCITE Acoustics

Simulation du concept de véhicule
- CRUISE M
- ADVISOR

Flux mécaniques du véhicule
- SWIFT
- FAME

Solutions en ligne
- ADVISOR
- eFAME

Test de batterie
- LYNX (matériel et logiciel)

Test du groupe motopropulseur
- PUMA (Prüfstand-und-Messtechnik Automatisierung) (matériel et logiciel)